# Загальноосвітня школа № 107 (Дніпро)
Середня школа № 107 — загальноосвітня середня школа, що знаходиться в Соборному районі м. Дніпра.
Досягнення: Асоційована школа ЮНЕСКО.

## Загальна інформація
Школа працює в одну зміну, початок занять о 8-00. Для майбутніх першокласників працює «Школа майбутніх першокласників», для учнів початкової школи працює група продовженого дня; з 15-00 працюють гуртки та спортивні секції.
Іноземні мови: російська, англійська, німецька. Школа профільна: математичний та суспільно-гуманітарний напрямки.
В школі діє кімната-музей Двічі Героя Радянського Союзу Олексія Федоровича Федорова.
Адреса: вул. Холмогорська, 7а, м. Дніпро, 49049

## Історія школи
Історія школи починається більш, ніж 100 років тому в селищі Лоцманська Кам'янка (тепер - вулиці Яснополянська, Мільмана), а саме 1890 року на місці теперішнього Лоц-Кам'янського клубу було збудовано двоповерхову чотирикласну школу. В 1967 році завдяки зусиллям колишнього та вельми старанного учня СШ №107, Двічі Героя Радянського Союзу О.Ф. Федорова за адресою вулиця Холмогорська 7-А зведено триповерхове приміщення, де й до сьогодні знаходиться школа. Тоді ж там мали можливість навчатися діти з 1-го по 10-ті класи. 1994 року СШ №107 (в ті часи - НВК №107) отримує статус Асоційованої школи ЮНЕСКО.

## Директори школи
- Соколяненко А.В.
- Хролінський М.С.
- Іванов О.М.
- Комаров А.В.
- Живодворов І.І.
- Мокренко Л.М.
- Горбань А.Г.